# Batalla de Clastidio
La batalla de Clastidio fue un enfrentamiento militar ocurrido en 222 a. C. entre un ejército romano, liderado por el cónsul Marco Claudio Marcelo, y los ínsubros, liderados por Viridómaro, o Britomartus. Los romanos lograron la victoria y, en el proceso, Marcelo obtuvo la spolia opima, uno de los mayores honores en la Antigua Roma, al matar a Viridómaro en un combate personal.